# Annarella Bono
Annarella María Bono Morales (Puerto La Cruz, Anzoátegui, Venezuela; 26 de octubre de 1976)  es una actriz, presentadora, modelo, locutora y exreina de belleza venezolana.

## Biografía
Nació en Puerto La Cruz, Anzoátegui el 26 de octubre de 1976. Estudió seis semestres de ingeniería en computación en la UDO de Ciudad Guayana. En 1997 ingresó al Miss Venezuela representando la banda de Anzoátegui en el certamen del año 1997. A partir de allí, participó en la serie “Jugando a ganar”, junto a la orquesta musical “Los Adolescentes”.
Después, viajó a París y residió allí durante un año; En el año 2000, formó parte del programa “Atrévete a Soñar” en RCTV, allí coanimó una sección llamada “Atrévete”. Dos años después, en el 2002, fue la conductora del primer reality show de RCTV: “Fama y Aplausos”.
Para el 2004, formó parte de “Dos pa’ las once”, un programa matutino trasmitido por Televen, en el que compartió animación con Michelle Badillo.
En el año 2007, acompañada por Alberto Maneiro, Vanessa Carmona, Gloria Ordóñez. Llega el nuevo proyecto en su casa Televen Trapitos Al Sol, Magazine de entretenimiento y farándula ¨Rosa¨, luego de un bajo de audiencia tras la creación del programa con la mayor audiencia dentro del mismo canal dedicado especialmente al espectáculo y la prensa rosa La Bomba, Trapitos Al Sol, sale del aire en el 2009.
Después de un tiempo ausente de las pantallas de televisión, condujo en el 2011 “Rosas y Espinas”, una producción de alta calidad que narra historias de personajes apegados a la vida real.
Tras 3 años de éxito con Rosas y Espinas, Annarella toma un nuevo proyecto en la que ha sido su casa televisiva en los últimos 10 años, Televen.
Es así que llega la oportunidad tras la creación del magazine de la sección de espectáculo del noticiero, Lo Actual.
Fue suspendida "indefinidamente" del programa en marzo de 2018 luego de polémicas acusaciones y descalificaciones entre la animadora y otras figuras reconocidas en el país, debido al escándalo que involucra una red de prostitución en el concurso Miss Venezuela, terminando en la suspensión de esta por parte de Televen, por razones de imagen sobre el canal. Volvió meses después.
Estuvo casada con Antonio Morales quien es actualmente presidente de la Superintendencia de Bancos de Venezuela (SUDEBAN), con quien tuvo una hija.